# Aristophanes (Maler)

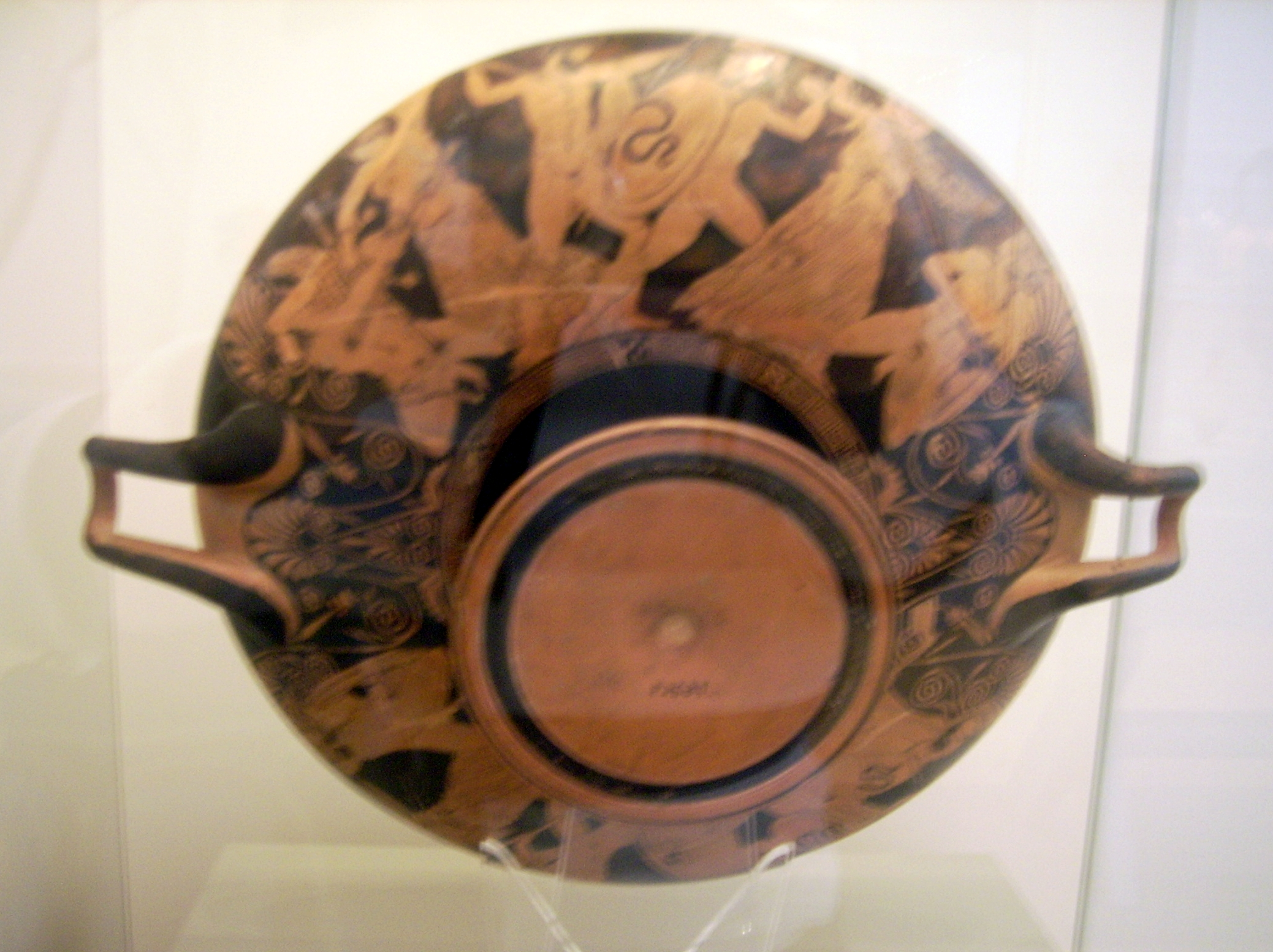
Schale des Aristophanes, Berlin, Antikensammlung F 2531: Gigantomachie

Aristophanes (altgriechisch Ἀριστοφάνης) war ein griechischer Vasenmaler des attisch-rotfigurigen Stils, der zwischen 430 und 400 v. Chr. in Athen tätig war. 
Von ihm sind drei signierte Werke bekannt, zwei von Erginos getöpferte Schalen in Berlin (Antikensammlung) und in Boston (Museum of Fine Arts) sowie ein kleines Fragment eines Glockenkraters in Agrigent (Museo Archeologico Regionale). Von diesen Werken ausgehend werden ihm noch eine Reihe anderer Werke zugeschrieben.

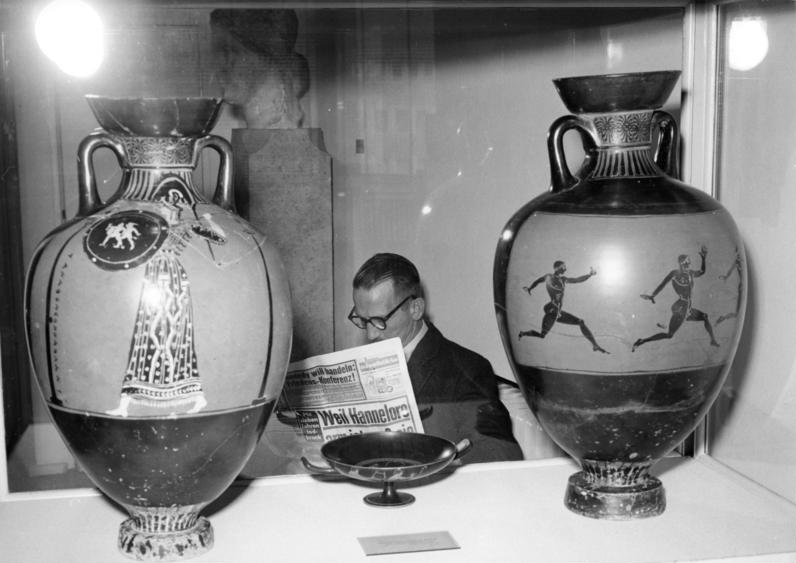
Preisamphoren der Kuban-Gruppe, dem Aristophanes zugeschrieben, Hildesheim, Römer- und Pelizaeus-Museum 1253 und 1254

Aus stilistischen Gründen werden ihm auch schwarzfigurige Panathenäische Preisamphoren der Kuban-Gruppe zugewiesen.
Aristophanes gehört in das Umfeld des Meidias-Malers. Er war bestrebt, seine Körper möglichst lebendig erscheinen zu lassen. Sie zeichnen sich durch eine sorgsam getrennte, manchmal ein wenig gekünstelte Linienführung aus, die besonders in den Gewändern und in den Haaren seiner Figuren sichtbar werden.

## Ausgewählte Werke
- Agrigent, Museo Archeologico Regionale

Fragment eines Glockenkraters
- Berlin, Antikensammlung

Schale F 2531 • Lekythos F 2706
- Boston, Museum of Fine Arts

Schale 00.344 • Schale 00.345
- Hildesheim, Roemer- und Pelizaeus-Museum

Preisamphoren 1253 • Preisamphore 1254